# 문재식
문재식(文在植, 1955년 4월 1일-)은 대한민국의 기업인으로 (주)JS홀딩스 그룹의 회장이다.
아스팔트 재생 공장을 운영하여 1995년에 건설부로부터 [신기술사업] 인증을 수여 받을 정도로 유명세를 탔다.
현재까지도 아스팔트 재생 공장을 운영하면서, 스포츠 마케팅과 종합 엔터테인먼트의 결합된 사업에 관심을 가지고 몇몇 개의 스포츠 마케팅 프로젝트를 시도 했었으나 대중적으로 이목을 잡거나 성공하지는 못했다.  하지만 70살이라는 적지 않은 나이에도 꿈을 포기하지 않고, 스포츠 마케팅과 엔터테인먼트 결합 사업의 성공을 위해서 많은 시도들을 여전히 하고 있는 그의 노력에 박수를 보내고 싶다.
그가 시도했던 스포츠 마케팅 사업 중 하나였던 2009년 대신증권 토마토투어 한국여자 마스터즈 골프대회의 아래 인터뷰 내용을 보더라도 그의 스포츠 마케팅과 종합엔터테인먼트 결합 사업에 대한 의지를 엿볼 수 있다.
2009년 대신증권 토마토투어 한국여자 마스터즈 골프대회 관련하여 JTBC 골프 채널과의 인터뷰에서 문회장은 "토마토투어를 스포츠 마케팅과 종합 엔터테인먼트가 결합된 회사로 키워내고 싶다”는 꿈을 밝혔다.   "앞으로 골프·축구 등의 스포츠 마케팅과 테마파크 건설, 우주 여행 등의 사업 분야에서 국민에게 꿈을 선사하고 싶다"는 포부도 인터뷰를 통해 이야기 했다.

## 학력사항
중졸(고등학교 중퇴)

## 경력사항
- 1994 ~ 현재 (주) JSM홀딩스 대표이사 회장

- 2007 ~ 현재 (주) 토마토투어 대표이사 회장

(2009 대신증권 토마토투어 한국여자 마스터즈 골프대회 개최)
- 2018 ~ 현재 (유) 포뮬러이코리아 대표이사 회장

(2022 하나은행 포뮬러이코리아 전기차 경주대회 개최)

## 아스팔드 재생 공장 운영 관련 수상사항
- 1995. 06. 03 환경부장관 표창 수상 (환경부)
- 1996. 12. 13 신한국인상 수상 (청와대)
- 1998. 04. 21 과학기술부장관 표창 수상 (과학기술부)
- 1998. 10. 21 행정자치부장관 수상 (행정자치부)
- 1998. 11. 05 대통령 표창 (벤처기업대상) 수상 (청와대)
- 1998. 12. 11 98좋은 한국인 대상 수상 (문화방송, 한국전력공사)
- 1999. 05. 13 기술혁신상 수상 (중소기업청, 중앙일보)

## 기타사항
- 민주평화통일자문회의 경제위원회의원
- 4.19 육영사업회 장학위원장
- 한국복지재단 / 기아대책 ‘생명창고’ 후원
- 미래의동반자재단 장학금 후원